# Vasta (Estland)
Koordinaten: 59° 27′ N, 26° 42′ O

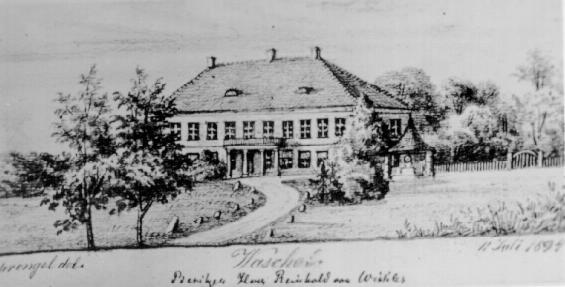
Rittergut Vasta. Zeichnung von F. A. Sprengler aus dem Jahr 1894.

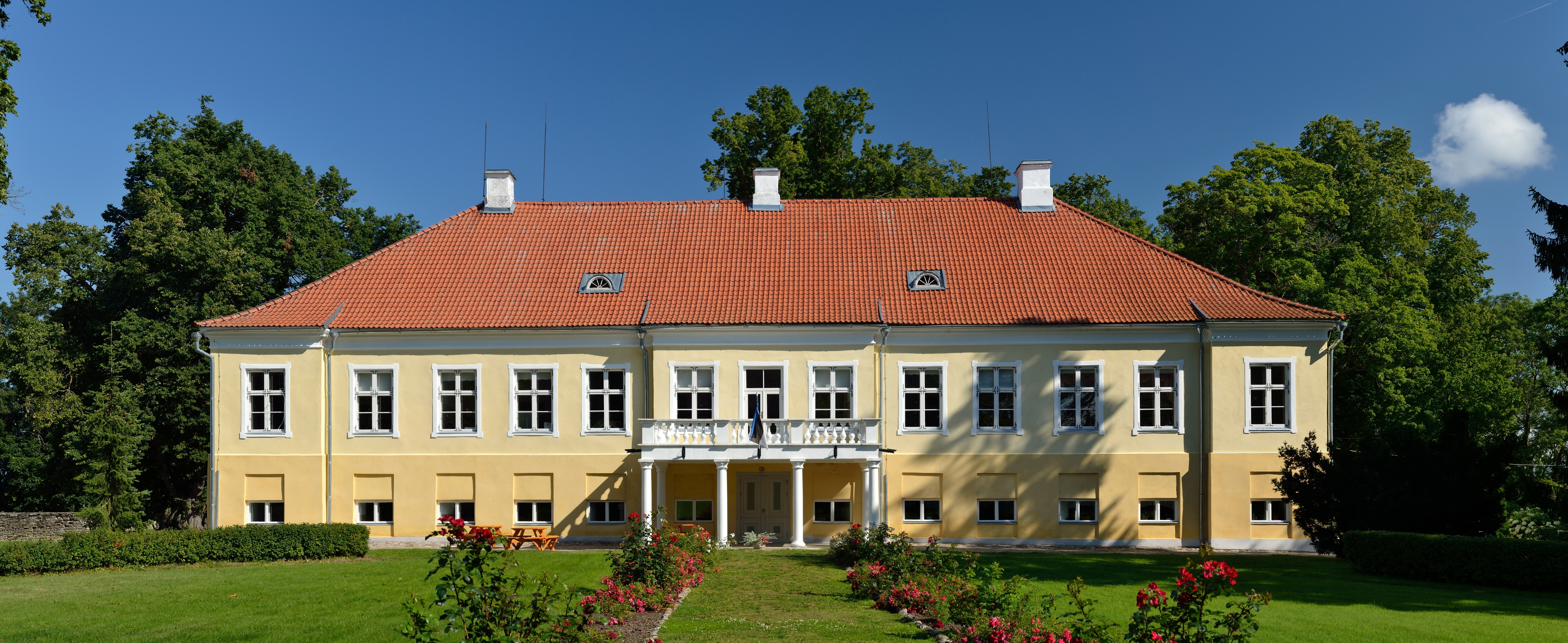
Das Gutshaus von Vasta

Vasta (deutsch Waschel) ist ein Dorf (estnisch küla) in der Landgemeinde Viru-Nigula (Viru-Nigula vald) im  estnischen Landkreis Lääne-Virumaa.

## Lage und Beschreibung
Vasta liegt 22 Kilometer nordöstlich von Rakvere. Das Dorf hat 54 Einwohner (Stand 2006). Die Siedlung wurde im Jahre 1241 unter dem Namen Uvaskæthæ (Waskethe) erstmals erwähnt.

## Gut Vasta
Das Rittergut von Vasta wurde erstmals 1398 urkundlich erwähnt. Im 17. Jahrhundert stand es im Eigentum der Familie Wrangel. Letzter Besitzer vor der Enteignung im Zuge der estnischen Landreform von 1919 war der deutschbaltische Adlige Reinhold von Winkler. Seit 1940 ist in dem Hauptgebäude eine Schule untergebracht.
Das Gut erhielt sein heutiges Aussehen um die Wende vom 18. zum 19. Jahrhundert. Um 1800 wurde das zweigeschossige Herrenhaus mit hohem Dach im Stil des Frühklassizismus fertiggestellt. Das Gebäude ist äußerlich schlicht gehalten. Die stuckverzierten Repräsentationsräume im Obergeschoss sind heute noch zu sehen. Gemeinsam mit den zahlreichen Nebengebäuden erhielt das Gut eine symmetrische Form. Ein 2,2 Hektar großer Park erstreckt sich hinter dem Herrenhaus.
In dem massiv wirkenden Verwalterhaus feierten der Schöpfer des estnischen Nationalepos „Kalevipoeg“, Friedrich Reinhold Kreutzwald (1803–1882), und seine Frau Marie Elisabeth Saedler (1805–1888) im Jahr 1833 ihr Hochzeitsfest.